# Золотов, Пётр Александрович
Пётр Алекса́ндрович Зо́лотов (1924—2013) — член-корреспондент РАМН (1986), доктор медицинских наук, профессор. Участник Великой Отечественной войны. Основное направление научной деятельности: общая и коммунальная гигиена.

## Биография
Родился в 1924 году в селе Паново Шатковского района Нижегородской области. Жители села крепостными никогда не были. Имели собственные земельные наделы и занимались, так называемым, отхожим промыслом. Род Золотовых строили церкви в Нижегородской, Симбирской губерниях и православных селах Мордовии. Нанимали в Москве архитектора, чернорабочих и местных жителей, сами были прорабы и мастера. Отец, Золотов Александр Стахиевич, перед призывом в армию состоял мастером всех видов кирпичной кладки и штукатурных кровельных работ, окончил школу, близкую к десятилетке. С 1914 года 15 лет воевал в Царской, Белой, Красной и Советской армиях. В 1945 году демобилизовался в возрасте 52 лет. Заочно учился и стал заслуженным архитектором — строителем г. Арзамаса. Мне трудолюбие отца были образцом для подражания.
Мама из рода Макаровых, раскулаченных торговцев тканями (торговец — чин ниже купца), нигде не работала. Воспитывала трех сыновей 1914, 1919 и 1924 года рождения.
Учился в г. Арзамасе. В аттестате зрелости 1942 года — оценки отличные и хорошие (по языку русскому и языку немецкому). Увлекался математикой. Редактировал рукописный ежеквартальный журнал «Юный математик». Переписывался с академиком Киселевым — автором тогда всех школьных учебников по математике. Занимался лыжным спортом и легкой атлетикой.
22 сентября 1942 года призван в армию и направлен в Горьковское училище зенитной артиллерии. После экзаменов и санитарного карантина наш учебный дивизион численностью 750 курсантов разместили на трех огневых позициях функционирующих зенитных батарей. Ночные дежурства с минутной готовностью открытия артиллерийского огня по немецким самолётам, постоянное чувство холода, недоедание и учебные занятия по полной программе сделали своё дело. Ко Дню Красной Армии 1943 года в казармы училища возвратилось всего 300 курсантов. Посчастливилось выдержать, более того — получил первое воинское звание ефрейтора, младшего сержанта и стал командиром отделения, в составе которого два курсанта имели высшее образование, уважительное отношение к ним сохранилось ко всем подчиненным в будущем.
Планируемая стажировка на «Курской дуге» не состоялась. Немцы в сбрасываемых самолётами-разведчиками листовках обещали: «Стереть с лица земли арсенал Советской Армии на Волге». Стажировались «дома». Лихость стрельбы курсантских батарей отмечалась в местной печати. Налеты немецких бомбардировщиков были, а разрушений в городе практически не было. В августе 1943 года присвоено офицерское звание младшего лейтенанта Советской Армии и должность командира огневого взвода зенитной батареи среднего калибра. В феврале 1944 г в связи с ранением комбата назначен командиром батареи. А в июне 1945 г на собрании при приеме в Партию командир полка назвал лучшим командиром батареи. Вскоре батарею была удостоена посещением Командующим Западным фронтом ПВО, маршалом артиллерии Журавлевым. Вслед, состоялось собеседование с Начальником Политотдела фронта и предложение учиться в Военной академии. Отказался в связи с заочным обучением на физико-математическом факультете Арзамасского педагогического института.
В госпитале, вследствие обострения ранения глаза получил направление на демобилизацию, как ограниченно годный для службы в Армии.
22 июля 1946 года демобилизовался, а в сентябре был зачислен студентом Горьковского медицинского института, получив на экзаменах по всем предметам хорошие оценки. После второго курса до конца учёбы был Сталинским стипендиатом.
В аспирантуре на кафедре общей гигиены через 3 месяца учёбы и утверждения темы диссертационной работы научный руководитель уволился и кафедру возглавил практический врач к.м.н. И. И. Беляев — чл.-корр. РАМН впоследствии. Негласное консультативное руководство диссертации принял на себя великодушно Сергей Иванович Ветошкин — чл.-корр. РАМН, заведующий отделом НИИ общей и коммунальной гигиены им. Сысина. Защита диссертации на тему: «Гигиеническая характеристика микроклимата классных комнат восточной, южной, западной и северной ориентации в г. Горьком» состоялась в 1955 году досрочно, и последовало зачисление на работу ассистентом своей кафедры. Затем последовал вызов в облвоенкомат, предложена учёба в Военной Академии. Последствием отказа стало назначение на работу и. о. зав. курсом общей гигиены во вновь открывшемся Читинском мединституте.
В Читинском мединституте за 9 лет работы создал полноценную кафедру "оснащенную учебным и научным оборудованием, вызывающим восхищение у московских гостей. Написал изданный учебник «Руководство к практическим занятиям по общей гигиене» в соавторстве с И. И. Беляевым. Исполнил руководство кандидатской диссертацией ныне почетного профессора Пермской медакадемии В. В. Калиберного. И сам подготовил к защите докторскую диссертацию на тему «Гигиеническая характеристика и оценка природных условий Восточного Забайкалья», защищенную в 1965 году.
Минздрав РСФСР назначил на должность директора Горьковского НИИ гигиены труда и профзаболеваний. Однако, не получив квартиры, равнозначной сданной при отъезде в Читинский мединститут, подал на конкурс и был избран заведующим кафедры общей гигиены Ростовского мединститута с предоставлением, спустя длительный срок, жизни в общежитии, квартиры на самой окраине города и площадью меньше законодательных норм.
Подавая на конкурс, знал, что кафедры общей гигиены в Ростовском мединституте как таковой нет. Есть комнаты, мебель и жиденький набор учебных таблиц. За двадцать лет заведования кафедра стала лучшей в стране. На её базе проведены заседания Всесоюзной Проблемной комиссии по гигиенической науке и два заседания Всесоюзной Проблемной комиссии по преподаванию гигиенических дисциплин. Начиналось с того, что на свои деньги покупал белых мышей в зоомагазине для экспериментальных исследований. Спустя ряд лет на кафедре годовой расход лабораторных животных составлял многие тысячи, а мыши — чистых линий из Москвы, белые крысы линии «Вистар» из Ленинграда, морские свинки из Алма Аты доставлялись самолётами. Хоздоговорный бюджет кафедры составлял от 130 до 300 тысяч рублей. Работало 100 научных сотрудников на постоянной основе и временно по необходимости 10-15 клиницистов (профессоров и доцентов) разных специальностей на 0,5 ставки. Кафедра имела договоры о долгосрочном научном сотрудничестве с 10 ведущими НИИ страны: мономеров, полимеров, полимерных материалов, химически чистых веществ, синтеза белка, сельскохозяйственной микробиологии и др. В сотрудничестве с перечисленными институтами испытывал необыкновенное «чувство научного азарта». Кафедрой разработано более 90 санитарных нормативов и санитарных методик количественного определения вредных веществ в производственной и природной среде. Тем самым предупреждены заболевания и продлена жизнь миллионам рабочих химических промышленных предприятий страны. За 20 лет на кафедре защищено 20 кандидатских диссертаций.
Руководил Читинским и Ростовским обществом гигиенистов и санитарных врачей, на заседания которых выносились сложные вопросы санитарно-противоэпидемической служб и обсуждались новые гигиенические исследования. Общество имело значение школы для молодых исследователей и практических врачей.
Скончался 17 апреля 2013 года.